# Private Worlds
Private Worlds és una pel·lícula dirigida per Gregory La Cava i protagonitzada per Claudette Colbert, Charles Boyer, Joel McCrea, Helen Vinson i Joan Bennett. Basada en la novel·la homònima de Phyllis Bottome, es va estrenar el 22 de març del 1935. Per la seva interpretació, Claudette Colbert va ser nominada a l'Oscar a la millor actriu en l'edició de 1935.

## Argument
Els doctors Jane Everest i Alex McGregor estan al càrrec de l'hospital per a malalts mentals de Brentwood on fan grans avenços en el tractament dels malalts mitjançant actes de bondat. Alex, en contra del que esperava, no aconsegueix la feina de cap de servei de l'hospital que guanya el doctor francès Charles Monet, que és un misògin. Monet desfà immediatament l'equip de Jane i Alex i degrada aquesta a "treballs menys exigents".
Claire, la germana de Monet, que té un passat misteriós, i que viu amb el seu germà, comença a flirtejar amb Alex. Jane manifesta el seu desacord amb la política de Monet després que Jerry, un pacient físicament perillós, pateixi un atac després que es col·loqui una pantalla al voltant del llit d'un altre pacient, cosa que Jane havia prohibit estrictament. Mentre intenta contenir Jerry Monet es fractura el canell però aleshores Jane aconsegueix que es tranquil·litzi. Després de l'incident, Jane acusa a Monet de tractar d’una manera massa freda els pacients i aquest, adonant-se del seu error, retorna les responsabilitats a Jane i obliga a dimitir l'estricta matrona que havia desobeït les ordres de Jane. Abans de marxar, però, la matrona assenyala Claire com a Claire Campbell, que va ser acusada d’assassinar el seu marit però que no fou declarada culpable. De fet, Monet, havia estat el millor amic del marit i havia estat el testimoni principal del judici. La matrona s’adreça a Alex dient-li que l’obliguen a marxar perquè sap massa sobre el passat de la Claire. Jane accepta deixar-la quedar, amb la condició que segueixi les ordres a partir d’aquell moment.
Mentrestant, Sally, la dona d'Alex, molesta per la relació que s’està establint entre el seu marit i Claire, explica a Jane que està embarassada i que Alex ja no és ell mateix. Jane creu que Alex s’està veient amb Claire com una manera de venjar-se de Monet. Jane explica la situació al doctor Arnold i aquest li vol fer veure que ella està enamorada de Monet, cosa que ella es nega a creure ja que encara no ha superat la seva darrera relació. Mentrestant, Sally convida una pacient jove anomenada Carrie Flint a prendre el te però malgrat que ambdues van ser abusades de petites no pot ajudar la pacient.
Aquella nit hi ha una forta tempesta mentre Sally espera que Alex torni a casa després de veure Claire. Sally creu sentir Carrie que la crida i cau per les escales. Mentrestant, Jane ha visitat Monet per parlar-li dels seus sentiments però només aconsegueix parlar de com acabarà arruïnant el matrimoni de Sally i Alex, però Monet culpa Jane de la situació. Durant la discussió són cridats a anar a casa dels McGregor on troben Sally delirant i dient que ella és Carrie Flint. L'acompanyen a l'hospital on queda ingressada a cirurgia. Finalment arriba l'Alex i quan la dona desperta se’l troba al seu costat. L'endemà al matí, Monet ordena a Claire que comenci a viure pel seu compte i marxi del seu costat. Quan Alex s'assabenta que la Jane renuncia i marxa de l’hospital intervé per fer-li veure que estima Monet. Monet finalment li diu a Jane que ha ella estat vivint en un "món fantasma" amb un "amant fantasma" i li confessa el seu amor. Jane acaba abraçant Monet.

## Repartiment
- Claudette Colbert (Dr. Jane Everest)
- Charles Boyer (Dr. Charles Monet)
- Joan Bennett (Sally MacGregor)
- Helen Vinson (Claire Monet)
- Esther Dale (matrona)
- Joel McCrea (Dr. Alex MacGregor)
- Jean Rouverol (Carrie Flint)
- Guinn Williams (Jerry)
- Dora Clement (Bertha Hirst)
- Sam Godfrey (Tom Hirst)
- Samuel S. Hinds (Dr. Arnold)
- Theodore von Eltz (Dr. Harding)
- Stanley Andrews (Dr. Barnes)
- Nick Shaid (àrab)